# Vittorio Ugo Colajanni
Vittorio Ugo Colajanni, a volte Vittorugo (Enna, 7 novembre 1896 – Enna, 15 febbraio 1979), è stato un politico italiano.

## Biografia
Nato a Enna (allora Castrogiovanni) nel 1896 da Pompeo Senior (1857–1947) e Adele Falautano (1859–1946), combatté volontario nella prima guerra mondiale e conseguì la laurea in giurisprudenza presso l'Università di Napoli nel 1923. Esercitò la professione di avvocato penalista e cassazionista, aprendo uno studio legale presso la sua abitazione in via Longo.
Mazziniano, di fede repubblicana, fu a lungo impegnato in politica nella sua città, ricoprendo gli incarichi di commissario prefettizio nel 1940, consigliere comunale dal 1945 al 1952 e dal 1954 al 1958, assessore dal 1956 al 1959. Nel marzo 1959 fu eletto sindaco di Enna. Tra i suoi principali contributi alla guida dell'amministrazione, si ricordano la costruzione del viale Caterina Savoca, la municipalizzazione del servizio AMAL, la riqualificazione dell'area tra il castello di Lombardia e la rocca di Cerere con l'inaugurazione il 14 maggio 1960 della statua di Euno sotto la torre pisana.
Molto attivo in ambito culturale, fu direttore e amministratore della rivista La Voce del Popolo nel 1943 e autore di vari testi giuridici o di storia locale. Fu inoltre docente di diritto presso l'istituto tecnico per geometri di Enna.
Sposatosi con Stefania Longo (1902–1970), ebbe due figlie: Anna Luisa e Giovanna. Ricevette le onorificenze di commendatore della Repubblica nel 1950 e di cavaliere dell'Ordine di Vittorio Veneto nel 1970.